# Weinek (cráter)

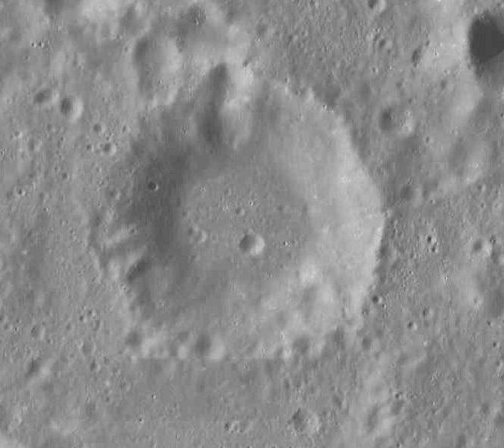
Fotografía de la misión LRO

Weinek es un pequeño cráter de impacto que se encuentra en la parte sureste de la Luna, al sur del Mare Nectaris. A cerca de un diámetro al este-noreste aparece el prominente cráter Piccolomini, y al sureste aparece Neander.
El borde exterior de esta formación ha sufrido algún desgaste, pero su forma circular general sigue siendo distinguible. Un grupo triple de pequeños cráteres se encuentra atravesando el borde norte y la pared interior, con otra serie de pequeños cráteres en el borde sur. Las paredes interiores son generalmente uniformes y bajan directamente hacia el suelo interior, con la excepción de alguna irregularidad al sur-sureste. El suelo interior está marcado tan solo por un pequeño cráter al sureste del punto medio.

## Cráteres satélite
Por convención estos elementos son identificados en los mapas lunares poniendo la letra en el lado del punto medio del cráter que está más cercano a Weinek.
|        | \| Weinek \| Coordenadas \| Diámetro \| \| ------ \| ----------------------------- \| -------- \| \| A \| 26°54′S 35°30′E / -26.9, 35.5 \| 10 km \| \| B \| 26°54′S 38°12′E / -26.9, 38.2 \| 11 km \| \| D \| 26°00′S 36°36′E / -26.0, 36.6 \| 9 km \| \| E \| 25°18′S 37°30′E / -25.3, 37.5 \| 9 km \| \| F \| 25°06′S 38°12′E / -25.1, 38.2 \| 4 km \| \| G \| 26°54′S 39°00′E / -26.9, 39.0 \| 15 km \| \| H \| 28°36′S 38°30′E / -28.6, 38.5 \| 6 km \| \| K \| 28°54′S 38°24′E / -28.9, 38.4 \| 17 km \| \| L \| 26°06′S 39°42′E / -26.1, 39.7 \| 9 km \| \| M \| 25°48′S 40°00′E / -25.8, 40.0 \| 6 km \| |          |
| Weinek | Coordenadas | Diámetro |
| A      | 26°54′S 35°30′E / -26.9, 35.5 | 10 km    |
| B      | 26°54′S 38°12′E / -26.9, 38.2 | 11 km    |
| D      | 26°00′S 36°36′E / -26.0, 36.6 | 9 km     |
| E      | 25°18′S 37°30′E / -25.3, 37.5 | 9 km     |
| F      | 25°06′S 38°12′E / -25.1, 38.2 | 4 km     |
| G      | 26°54′S 39°00′E / -26.9, 39.0 | 15 km    |
| H      | 28°36′S 38°30′E / -28.6, 38.5 | 6 km     |
| K      | 28°54′S 38°24′E / -28.9, 38.4 | 17 km    |
| L      | 26°06′S 39°42′E / -26.1, 39.7 | 9 km     |
| M      | 25°48′S 40°00′E / -25.8, 40.0 | 6 km     |